# Toxiinfecció alimentària
Una toxiinfecció alimentària o intoxicació alimentària és una malaltia transmissible, sovint una malaltia infecciosa i accidental, que es desenvolupa després d'haver ingerit aliments sòlids o líquids contaminats per agents patògens que poden ser bacteris, virus, paràsits o prions. També es considera intoxicació alimentària les provocades per laingestió de productes no comestibles tòxics (intoxicacions medicamentoses, metalls pesants, enverinaments per bolets, productes químics, etc.). Una intoxicació alimentària pot també ser el resultat d'una gran absorció d'un aliment. A Catalunya una intoxicació alimentària col·lectiva és una malaltia de declaració obligatòria. L'acció de monitorar els aliments per assegurar-se que no provocaran una malaltia transmesa per via alimentària es coneix com a seguretat alimentària.

## Signes i símptomes
En les intoxicacions alimentàries de causa vírica o bacteriana els símptomes típicament comencen d'algunes hores a alguns dies després del consum i depenent de l'agent involucrat, poden incloure un o més dels següents: nàusea, dolor abdominal, vòmit, diarrea, gastroenteritis, febre, mal de cap o cansament.
En la majoria dels casos el cos és capaç de recuperar-se després d'un malestar agut, Tanmateix les intoxicacions alimentàries poden donar lloc a problemes permanents de salut o fin i tot la mort, especialment en gent amb alt risc, incloent-hi nadons, gent jove, dones embarassades (i els seus fetus), gent vella, gent malalta i altres amb el sistema immunitari afeblit.
les intoxicacions degudes a infeccions de Campylobacter, Yersinia, Salmonella o Shigella és una causa principal per a contraure artritis reactiva, que típicament ocorre després d'una a tres setmanes de malaltia diarreica. De forma similar les persones amb malaltia que afecta el fetge són especialment susceptibles a les infeccions de Vibrio vulnificus, que es poden trobar a les ostres o crancs.
L'enverinament amb tetrodotoxina per peixos dels esculls i altres animals es manifesten ràpidament amb parestèsia (sensació anormal dels sentits) i dispnea (dificultat respiratòria), i sovint és mortal.

## Causes

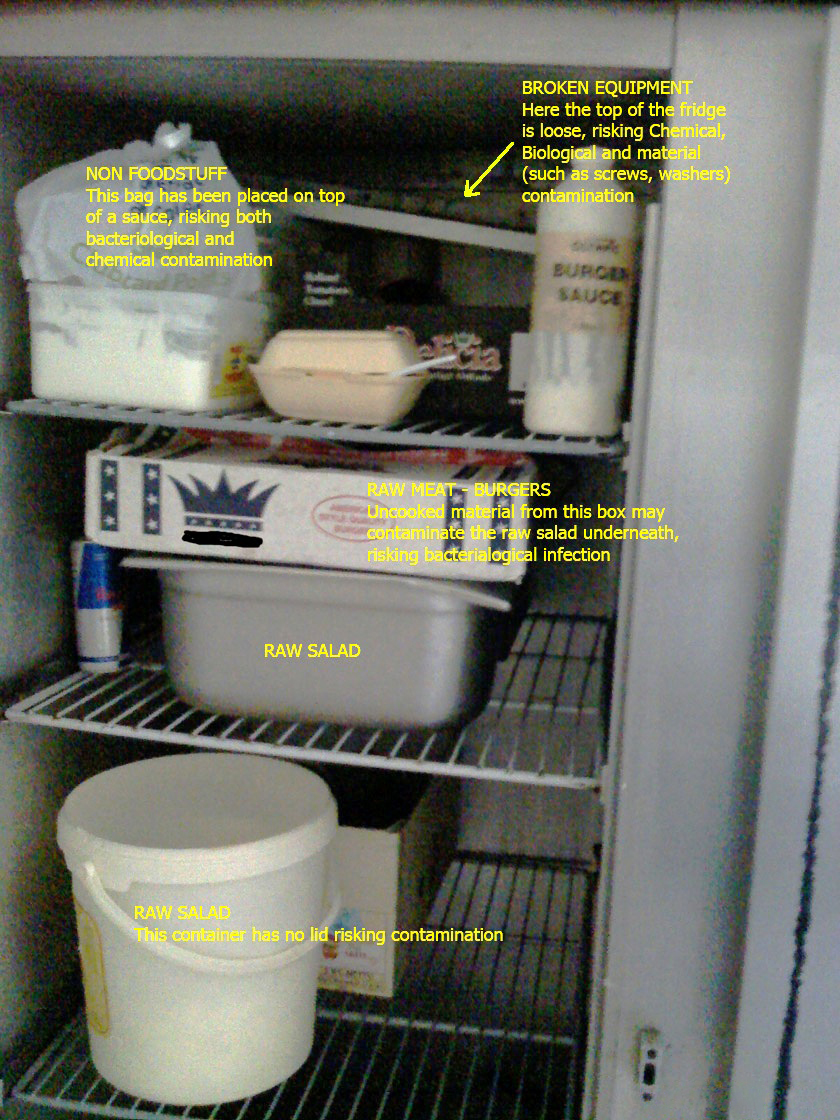
Aliments mal emmagatzemats al frigorífic

Sovint les causes de la intoxicació provenen d’una deficient preparació o emmagatzemament dels aliments. Cal seguir bones pràctiques higièniques per a reduir les oportunitats de contraure aquestes malalties. Rentar-se bé les mans és important. També les toxines del medi ambient causen la malaltia.
Altres causants són quan els aliments contenen plaguicides, medecines i substàncies naturals tòxiques com bolets verinosos o tetrodotoxina.

### Bacteris

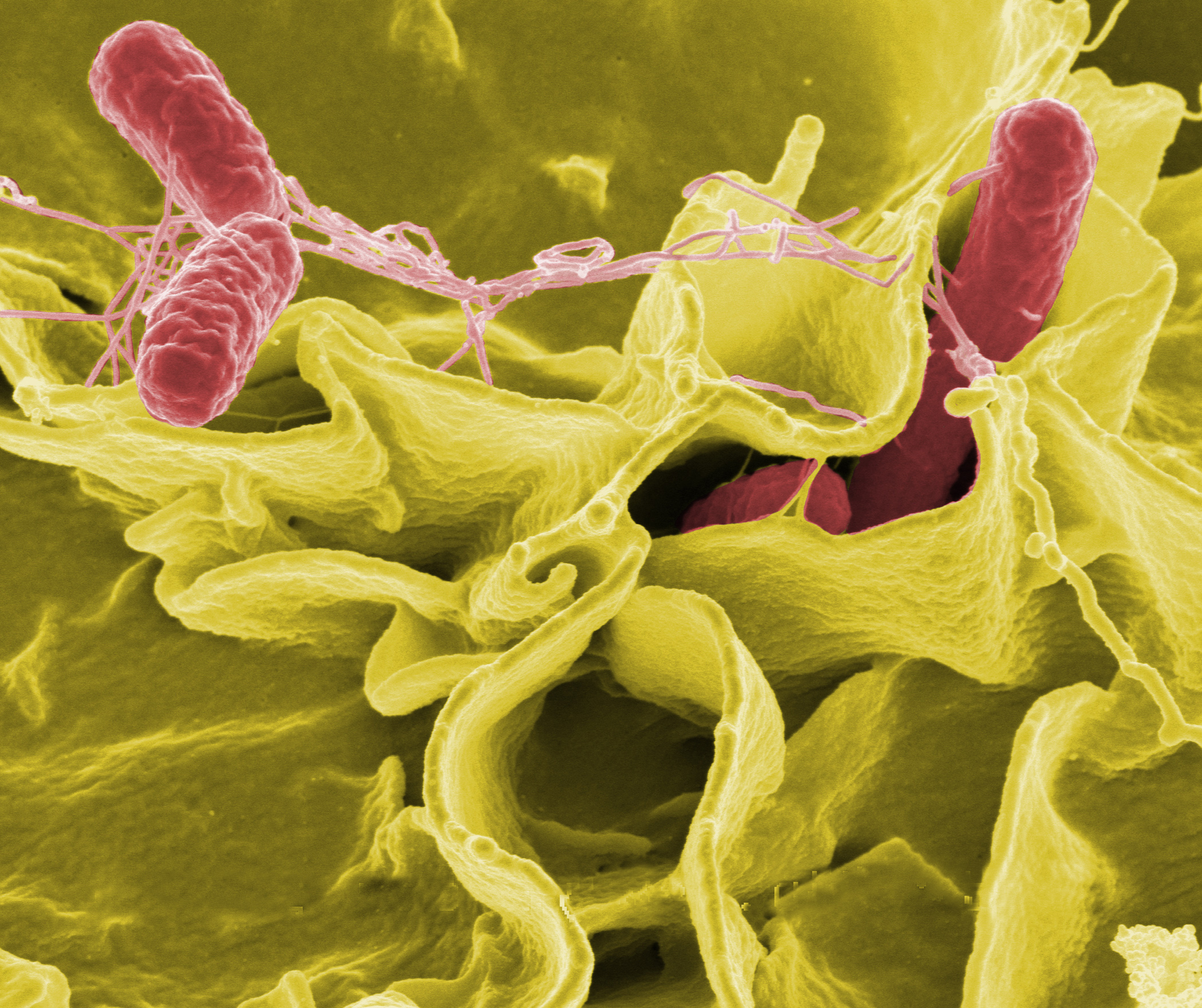
Salmonella

Els bacteris són una causa comuna d’intoxicació alimentària. Al Regne Unit durant l’any 2000 estaven implicats : Campylobacter jejuni 77,3%, Salmonella 20,9%, Escherichia coli O157:H7 1,4%, i tots els altres menys del 0,1%.
Normalment cal de 12 a 72 hores o més, perquè es presentin símptomes bacterians.
Bacteris patògens molt comuns són:
- Campylobacter jejuni que poden portar secundàriament a la Síndrome Guillain–Barré  i la periodontitis[2]
- Clostridium perfringens, el "germen de la cafeteria"[3]
- Salmonella spp. – uns dels principals agents estiològics són Salmonella Enteritidis i Salmonella Typhimurium; aquesta infecció és causada pel consum d’ous no ben cuits o per altres patògens[4][5][6]Salmonella
- Escherichia coli O157:H7 enterohemorràgica (EHEC) que causa síndrome hemolítico-urèmic

Altres bacteris patògens comuns són:
- Bacillus cereus, bacteri Grampositiu causant d'intoxicacions diarreiques i emètiques per la producció d'enterotoxines i de la toxina cereulida, respectivament.
- Escherichia coli, altres propietats virulentes d'Escherichia coli, com les enteroinvasives (EIEC), enteropatogèniqus (EPEC), enterotoxigèniques (ETEC), enteroagregatives (EAEC o EAgEC)
- Listeria monocytogenes
- Shigella spp. L'espècie Shigella sonnei va ser la causant d'un brot de shigel·losi a les festes del municipi de Daimiel el 2005.
- Staphylococcus aureus. Aquest bacteri gram positiu va causar una toxiintoxicació alimentària l'any 1975 a bord d'un Boeing 747 operat per la companyia Japan Airlines. Provocà que un total de 196 passatgers patissin malestar intestinal com a conseqüència de la ingestió d'un aliment distribuït durant l'esmorzar contaminat per aquest bacteri.
- Streptococcus
- Vibrio cholerae, incloent-hi O1 i no-O1
- Vibrio parahaemolyticus
- Vibrio vulnificus
- Yersinia enterocolitica i Yersinia pseudotuberculosis

Agents bacterians menys comuns són:
- Brucella spp.
- Corynebacterium ulcerans
- Coxiella burnetii causant de la Febre Q.
- Plesiomonas shigelloides

#### Exotoxines
Les exotoxines són productes d'excreció de les cèl·lules dels bacteris i poden provocar malalties encara que els microbis ja hagin mort. Els símptomes típicament apareixen després d’1 a 6 hores.
- Clostridium botulinum causant del mortal botulisme.
- Clostridium perfringens
- Staphylococcus aureus
- Bacillus cereus

Per exemple Staphylococcus aureus produeix una toxina que causa vòmits intensos, com en el cas d'una intoxicació alimentària greu produïda per aquest bacteri es va donar l'any 1975 a bord d'un Boeing 747 operat per la companyia Japan Airlines. On un total de 197 persones van patir una toxiinfecció alimentària a causa de la ingestió d'una truita que contenia pernil contaminat amb Staphylococcus aureus. El pernil va ser contaminat per un dels xefs encarregats de la elaboració de les truites en qüestió el qual presentava ferides als dits de la mà dreta portadores d'aquest patogen.
En el cas del botulisme el bacteri implicat és Clostridium botulinum en créixer en aliments enllaunats mal fabricats.
Pseudoalteromonas tetraodonis, certes espècies de Pseudomonas i Vibrio, i alguns altres bacteris, produeixen la mortal tetrodotoxina.

### Micotoxines micotoxicosis alimentàries
El terme micotoxicosis alimentàries  es refereix a l'efecte d’enverinament per micotoxina a través del menjar. Per exemple el 1960, al Regne Unit, 100.000 gall d'indis moriren per haver consumit cacauets contaminats amb aflatoxina i a la Unió Soviètica durant la Segona Guerra Mundial 5.000 persones moriren per haver consumit Aleukia tòxica alimentària (ALA).
Les micotoxines alimentàries comunes inclouen:
- Aflatoxines originades per Aspergillus parasiticus i Aspergillus flavus. Es troben en fruits secs i altres fruits oleaginosos Les formes d’aflatoxines són B1, B2, G1, i G2, i poden conduir a la necrosi, cirrosi, i carcinoma.[8]

Als Estats Units són acceptables nivells d'aflatoxines menors de 20 μg/kg, excepte for per Aflatoxina M1 en la llet amb menys de 0,5 μg/kg.
El document oficial és disponible al lloc web de la FDA.

- Les altertoxines – les origina el fong Alternaria spp. n’hi pot haver al sorgo, blat i tomàquets.[13][14][15] Sembla que hi pot haver contaminació creuada de les toxines sobretot en magatzem.[16]
- Citrinina
- Citreoviridina
- Àcid ciclopiazònic
- Citocalasina
- Ergotamina / Ergopeptina – pel fong Claviceps purpurea
- Fumonisina – pel fong Fusarium moniliforme, i la seva Fumonisina B1 en humans pot causar càncer esofàgic.[17][18]

Nivell de toxines regulades per la FDA i la Unió Europea.

- Àcid fusàric
- Fusarocromanona
- Àcid kòjic
- Alcaloide Lolitrem
- Moniliformina
- Àcid 3-Nitropropiònic
- Nivalenol
- Ocratoxina – A Austràlia el límit és 1 µg/kg,[21]

a la Unió Europea es restringeix OTA a 5 µg/kg en cereals, 3 µg/kg en productes processats i 10 µg/kg en panses de raïm.
- Oosporeine
- Patulina –.[22]

- Phomopsins
- Sporidesmin A
- Sterigmatocystin
- Micotoxines tremorgèniques.[24]
- Tricotcena – provinents de Cephalosporium, Fusarium, Myrothecium, Stachybotrys i Trichoderma. T.[25]

Quatre tricotecenes, T-2 toxin, HT-2 toxin, diacetoxyscirpenol (DAS) i deoxynivalenol (DON) s’han trobat en animals i humans.

In 1993, the FDA issued a document for the content limits of DON in food and animal feed at an advisory level.
L'any 2003, es publica als EUA una patent que és molt prometedora per als granjers per a produir cultiu resistent als tricotecens.
- Zearalenona
- Zearalenols

#### Altres patògens
Moltes intoxicacions alimentàries són mal conegudes. Aproximadament el 60 per cent aón de fonts desconegudes.
- Aeromonas hydrophila, Aeromonas caviae, Aeromonas sobria

### Virus
Les infeccions virals segurament representen un terç dels casos. Als Estats Units els virus del grup Norwalk representen un 50% de les infeccions víriques alimentàries. Les infeccions per virus tenen un període d’incubació d’entre 1 i 3 dies.
- Enterovirus
- Hepatitis A El virus es troba quan hi ha contaminació fecal.[32]

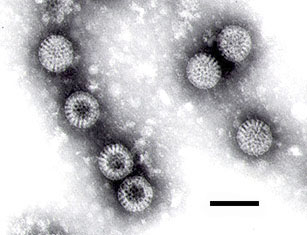
Rotavirus

- Hepatitis E
- Norovirus
- Rotavirus

### Paràsits
la majoria causen zoonosis.
- Platyhelminta:
  - Diphyllobothrium sp.
  - Nanophyetus sp.
  - Taenia saginata
  - Taenia solium
  - Fasciola hepatica
  - Opisthorchis viverrini
- Nematodes:
  - Anisakis sp.
  - Ascaris lumbricoides
  - Eustrongylides sp.
  - Trichinella spiralis
  - Trichuris trichiura
- Protozoa:
  - Acanthamoeba i altres amoeba de vida lliure
  - Cryptosporidium parvum (criptosporidiosi)

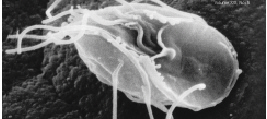
Imatge de SEM d'una cèl·lula de Giardia lamblia

  - Cyclospora cayetanensis
  - Entamoeba histolytica
  - Giardia lambliaImatge de SEM d'una cèl·lula de Giardia lamblia 
  - Sarcocystis hominis
  - Sarcocystis suihominis
  - Toxoplasma gondii

### Toxines naturals
- Alcaloides
- Enverinament per Ciguatera
- Grayanotoxina (intoxicació per la mel)
- Toxines de bolets verinosos
- Fitohaemaglutinina (desapareicx en bullir)
- Alcaloides de Pirrolizidina
- Toxines del musclo
- Escombrotoxina
- Tetrodotoxina (Peix fugu)

Algunes plantes medicinals però tòxiques segons la dosi.
- Didalera
- Conium.

### Altres agents patògens
- Prió, (malaltia deCreutzfeldt-Jakob)

## Transmissió
Els treballadors malalts que manipulen els aliments són una de les fonts més importants de transmissió per via alimentària. Algunes malalties freqüents són transmeses als aliments per l'aigua que en aquest cas serà el vector. Entre elles hi ha les infeccions provocades per les Shigella, l’hepatitis A i els paràsits com Giardia lamblia i Cryptosporidium parvum.